# Вяркяйское староство
Веркяйское староство (лит. Verkių seniūnija) — староство города Вильнюс, находится северной окраине города, к востоку от дороги в Молеты. В старостве есть Веркяйский региональный парк, озера Бальсис и Гульбинас, Вяркяйский лес, множество коллективных садов, Висоряйские казармы, Сантаришские клиники.
В староство входят несколько районов:
Бабиняй, Бальсяй, Балтупяй, Биреляй, Дидейи Гульбинай, Дварикщяй, Гульбинеляй, Йерузале, Калварийос, Кракишкес, Крямплей, Крижиокай, Мажейи Гульбинай, Науянеряй, Новый Веркяй, Ожкиняй, Пагубе, Прашишкес, Сакалишкес, Сантаришки, Скерсине, Ставишки, Триполис, Турнишки, Устроне, Веркяй, Веркяйская Реша, Висоряй.